# Videndeling
 Denne artikel bør gennemlæses af en person med fagkendskab for at sikre den faglige korrekthed.

Videndeling (eller vidensdeling eller videnspredning) handler om, hvordan viden bevæger sig og spredes mellem mennesker. Og om hvordan den samles, lagres og deles.
Ordene videndeling og videnspredning dækker samme begreb, men har nuanceforskelle: 
- Videndeling antyder, at der i visse situationer deles viden fra flere sider, dvs. en tovejs- eller mangevejs kommunikation.
- Videnspredning har mere vægt på distributionen, hvor der kan være tale om envejskommunikation.

Sundhedsvæsenet anvender begreberne anderledes: videndeling er en nødvendig, men ikke tilstrækkelig betingelse for videnspredning. Der er først tale om videnspredning, når den givne viden er implementeret og forudsætter aktiv handling. Videndeling er stadiet før videnspredning. 
Definitionerne er engelsk. "Spreading good practise" indebærer implementering. Se http://regioner.dk/Sundhed/Videnspredning+i+Sundhedsvæsenet.aspx Arkiveret 4. marts 2016 hos  Wayback Machine